# Stefan Kaineder

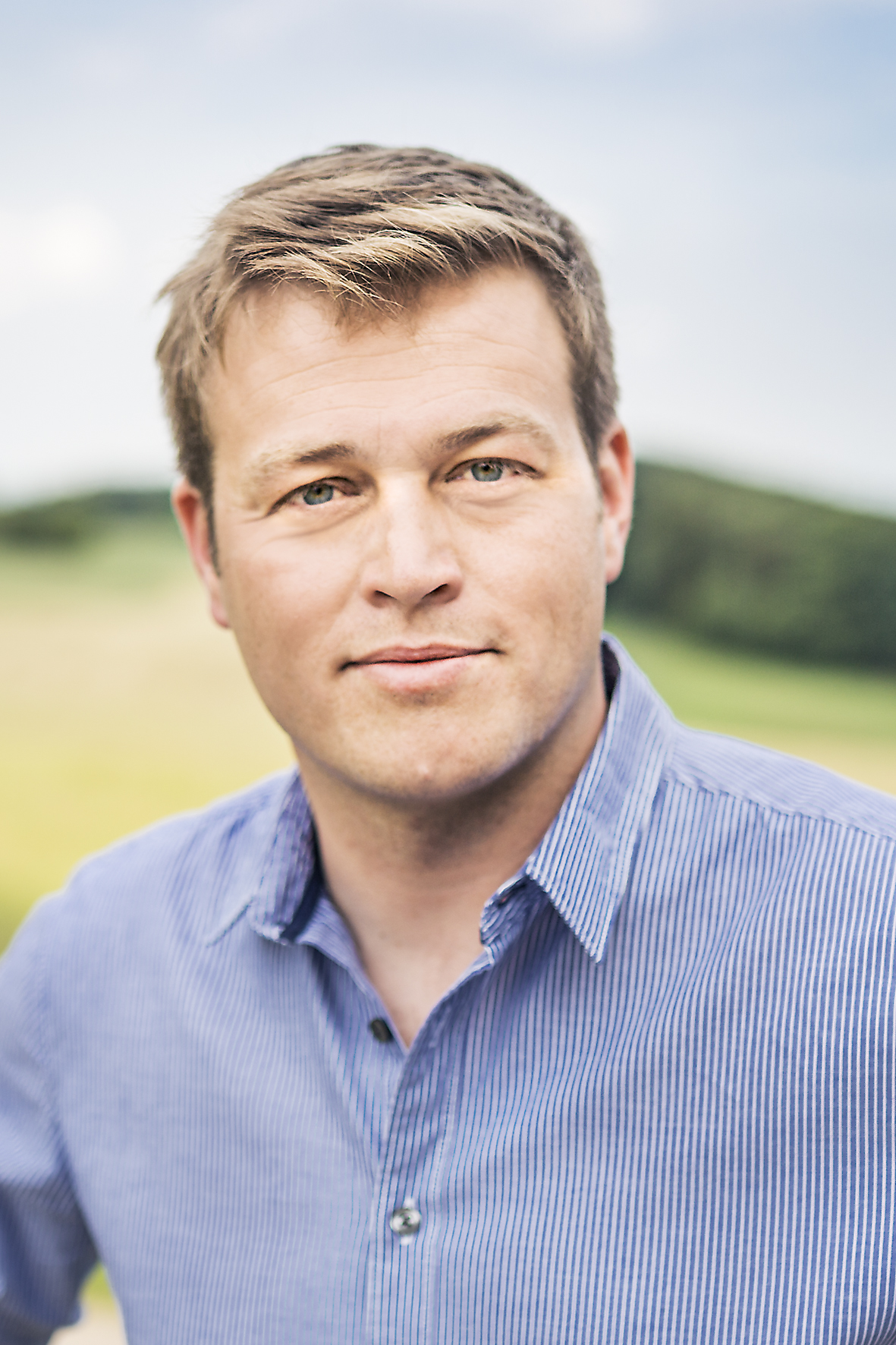
Stefan Kaineder (2018)

Stefan Kaineder (* 22. Jänner 1985 in Linz) ist ein österreichischer Politiker (Die Grünen). Ab Oktober 2015 war er Landtagsabgeordneter seiner Partei in Oberösterreich. Von Oktober 2019 bis zum 7. Jänner 2020 war er Nationalratsabgeordneter. Darüber hinaus ist er seit Februar 2019 stellvertretender Bundessprecher und seit April 2019 Landessprecher der Grünen Oberösterreich. Seit dem 30. Jänner 2020 ist er Landesrat in der Landesregierung Stelzer I bzw. Stelzer II.

## Leben
Stefan Kaineder wuchs im Mühlviertel auf. Er ging in die Volksschule in Kirchschlag bei Linz und absolvierte das Bischöfliche Gymnasium Petrinum in Linz. Danach studierte er Theologie an der katholisch theologischen Privatuniversität Linz und war vor seinem Einstieg in die Politik in der internationalen Entwicklungszusammenarbeit beim Welthaus Linz tätig. 2009 heiratete er seine Frau Julia und lebt derzeit mit dieser und seinen 3 Kindern in Dietach bei Steyr. Sein Onkel ist Ferdinand Kaineder, seit 2021 Präsident der Katholischen Aktion Österreich.

## Berufliche und politische Karriere
Stefan Kaineder wurde durch seinen Großvater, der Bürgermeister für die ÖVP war, früh politisiert. Als er sich selbst entschied in die Politik zu gehen, wurde er bei den Grünen aktiv, da diese, laut ihm, heutzutage die christlich-sozialen Werte vertreten. Er ist seit 2010 Bezirkssprecher der Grünen Steyr-Land und setzt sich nach eigenen Angaben für eine gerechte und nachhaltig funktionierende Gesellschaft ein. Mit 2013 wurde er in den Vorstand der Grünen Bildungswerkstatt gewählt. Kaineder ist Gemeinderat in Dietach und seit 23. Oktober 2015 ist er Mitglied des oberösterreichischen Landtags. Er befasst sich mit Entwicklungshilfe, Europa, Familienpolitik, Landwirtschaft und Sozialpolitik.
Im November 2018 wurde er am Bundeskongress der Grünen in den Bundesvorstand gewählt. Seit 1. Februar 2019 ist er stellvertretender Bundessprecher der Grünen.
Am 6. April 2019 wurde er als Nachfolger von Maria Buchmayr zum Landessprecher der Grünen Oberösterreich gewählt, Stellvertreter wurden Dagmar Engl und Severin Mayr.
In der konstituierenden Sitzung der XXVII. Gesetzgebungsperiode am 23. Oktober 2019 wurde er als Abgeordneter zum Nationalrat angelobt. Im Landtag rückte für ihn im Jänner 2020 Johanna Bors nach. Mit 7. Jänner 2020 wechselte Landesrat Rudi Anschober als Gesundheits- und Sozialminister in die Bundesregierung Kurz II. Kaineder wurde in der Landtagssitzung am 30. Jänner 2020 als dessen Nachfolger zum Landesrat der Landesregierung Stelzer I gewählt. Sein Nationalratsmandat übernahm Clemens Stammler.